# Ньюмен, Джеймс (математик)
Джеймс Рой Нью́мен (англ. James Roy Newman, 1907—1966) — американский математик и историк математики. Известен как автор глубоких и одновременно занимательных и доступных математических книг, из которых большую популярность завоевала (в соавторстве с Эдвардом Казнером) «Математика и воображение» (1940); в этом эссе он, помимо прочего, впервые определил математическое понятие «гугол». Составил и подробно прокомментировал четырёхтомный сборник «Мир математики», издающийся до сих пор. С 1948 года — член редколлегии журнала Scientific American. 
Ньюмен в течение жизни сменил множество профессий и  должностей. В период 1929—1941 годов он был адвокатом в штате Нью-Йорк. Во время Второй мировой войны и некоторое время после неё он занимал ряд должностей в правительстве Соединенных Штатов, в том числе:
- Главный представитель разведки в посольстве США в Великобритании.
- Специальный помощник заместителя военного министра
- Советник Комитета Сената США по атомной энергии. Он участвовал в подготовке Закона США об атомной энергии 1946 года[англ.].

## Труды
- 1940: «Математика и воображение» (Mathematics and the Imagination,  в соавторстве с Эдвардом Казнером). Неоднократно переиздавалась различными издательствами, переведена на множество языков.
- 1942: The Tools of War.
- 1948: The control of atomic energy.
- 1955: What is Science.
- 1956: «Мир математики» (The World of Mathematics), четырёхтомная библиотека математической литературы в хронологическом порядке, от Ахмеса до Эйнштейна, с комментариями и примечаниями. Ньюмен работал над этим сборником 15 лет. Также неоднократно переиздавалась различными издательствами, переведена на множество языков.
- 1958: Gödel's Proof, в соавторстве с Эрнестом Нагелем, представляют в доступной форме основные результаты теорем Гёделя о неполноте и их роль в математике и философии. Эта книга вдохновила Дугласа Хофштадтера взяться за изучение математической логики и написать свою знаменитую книгу «Гёдель, Эшер, Бах».
- 1961: Science and Sensibility.
- 1962: The Rule of Folly.
- 1963: The Harper Encyclopedia of Science.